# 米薩星
米薩星（569 Misa）是一颗围绕太阳公转的小行星，1999年9月7日由約翰·帕利扎在維也納大學天文台（Universitäts-Sternwarte Wien）發現。。
米薩星以希臘神話中的女神米薩（Misa）命名。
这颗小行星的绝对星等为10.07等。

## 相关條目
- 小行星列表/10001-11000

## 外部連結
- Asteroid Lightcurve Database (LCDB) （页面存档备份，存于）, query form (info （页面存档备份，存于）)
- Dictionary of Minor Planet Names, Google books
- Discovery Circumstances: Numbered Minor Planets (10001)-(15000) （页面存档备份，存于） – Minor Planet Center
- 米薩星 at AstDyS-2, Asteroids—Dynamic Site
  - Ephemeris · Observation prediction · Orbital info · Proper elements · Observational info
- NASA JPL小天體瀏覽器上的米薩星

| 前一小行星： 小行星568 | 小行星列表 | 後一小行星： 小行星570 |